# ウルトラエッグ
ウルトラエッグ（ULTRA-EG）は、『ウルトラマン』（ウルトラシリーズ）を元としたバンダイの変形玩具シリーズである。

## 概要
全高約60 mmの卵型をした「EG（エッグ）モード」から、ウルトラシリーズに登場する怪獣や宇宙人、ウルトラマンの姿を模した「AT（アタック）モード」に変形するという物で、構造的には1984年にバンダイが発売・シリーズ化した「タマゴラス」シリーズに近い。また、各エッグにはそれぞれ「エッグサイン」というデータが埋め込まれている。2012年4月から販売が開始された。
基本的には組み換え無しで変形するが、キングジョーのみは原型と同様に、EGモードから一度4つのパーツに分解し、その後ATモードに組み替えるようになっている。

### 設定
設定上のウルトラエッグは「人工的に作られた人類のパートナー」であり、立ち位置は『ウルトラマンメビウス』のマケット怪獣に類似しているが、ウルトラマンベリアルの様に純粋に自らの意思で行動しているウルトラエッグも存在している。なおエッグである彼らと「本物」の彼らの関連性は不明。EGモード時は玩具と同等のサイズだが、ATモードに変形する際に通常の怪獣と同等のサイズにまで巨大化する。
また劇中世界にはウルトラエッグや支援メカの開発、運用を行う「ウルトラエッグ研究チーム」も存在しており、CM「ウルトラエッグストーリー」（後述）では基地内の様子が描かれている。また通常の怪獣も存在しており、CMには敵役としてグドンが登場している。

## ストーリー
近未来、人類は何者かの手によって怪獣たちのパワーが封印されていたカプセルエッグのコントロールを可能とする、未知のオーバーテクノロジーを手に入れた。「ウルトラエッグ」と呼ばれたそれらは、人類の新たなパートナーとして地球のピンチを救っていく。

## 登場キャラクター
Dr.エッグ
突如、ウルトラエッグを研究するエッグベースに現われた謎の科学者。白衣とゴーグルをつけたウルトラマンの様な姿をしている。ウルトラエッグ研究チームのチームリーダーに就任した後、謎のアイテム「エッグスキャナー」を開発した。その正体は謎に包まれており、一部ではウルトラマンナイスとも噂されているが、本人は頑なに否定している。

## ラインナップ
メーカー希望小売価格は各900円（税抜）。
| 商品名                                | 発売日         | 備考                                        |
| ------------------------------------- | -------------- | ------------------------------------------- |
| バルタン星人 ファーストエッグver.     | 2012年4月28日  | 数量限定の廉価版 エッグサインが通常版と違う |
| ピグモン                              | 2012年4月28日  |                                             |
| ダダ                                  | 2012年4月28日  |                                             |
| レッドキング                          | 2012年4月28日  |                                             |
| エレキング                            | 2012年4月28日  |                                             |
| ゼットン                              | 2012年4月28日  |                                             |
| バルタン星人                          | 2012年5月19日  |                                             |
| ゴモラ                                | 2012年5月19日  |                                             |
| キングジョー                          | 2012年6月23日  |                                             |
| ウルトラマンベリアル                  | 2012年7月28日  |                                             |
| ウルトラマンゼロ                      | 2012年7月28日  |                                             |
| カネゴン                              | 2012年8月25日  |                                             |
| ウルトラマン                          | 2012年9月22日  |                                             |
| ガンQ                                 | 2012年10月20日 |                                             |
| ゴモラ レイオニックバースト           | 2012年11月17日 | 「バトルアタッシュ 大怪獣セット」に付属     |
| キングジョーブラック                  | 2012年11月17日 | 「バトルアタッシュ 大怪獣セット」に付属     |
| ナース                                | 2012年11月23日 |                                             |
| ツインテール                          | 2012年12月15日 | 「DXエッグベース」初回特典                  |
| メトロン星人                          | 2012年12月22日 |                                             |
| ミクラス                              | 2012年12月22日 |                                             |
| ウルトラマンゼロ ルナミラクルゼロ     | 2013年1月12日  | ウルトラマンゼロのリデコ                    |
| ウルトラマンゼロ ストロングコロナゼロ | 2013年1月12日  | ウルトラマンゼロのリデコ                    |
| ウルトラマンティガ                    | 2013年1月26日  |                                             |
| 恐竜戦車                              | 2013年1月26日  |                                             |
| ベムスター                            | 2013年2月23日  |                                             |
| ゴルザ                                | 2013年3月23日  |                                             |
| メルバ                                | 2013年3月23日  |                                             |
| ウインダム                            | 2013年4月27日  |                                             |
| ウルトラセブン                        | 2013年5月25日  |                                             |
| タッコング                            | 2013年5月25日  |                                             |
| ウルトラマンタロウ                    | 2013年6月29日  |                                             |
| グドン                                | 2013年6月29日  |                                             |
| シーボーズ                            | 2013年7月20日  |                                             |
| ティガダーク                          | 2013年7月24日  | ウルトラマンフェスティバル限定商品          |
| ガッツ星人                            | 2013年8月24日  |                                             |
| ウルトラマンギンガ                    | 2013年8月24日  |                                             |
| バードン                              | 2013年9月28日  |                                             |
| タイラント                            | 2013年10月26日 |                                             |
| スーパーグランドキング                | 2013年11月30日 | エッグスキャナー非対応                      |
| ダークルギエル                        | 2013年12月21日 |                                             |
| アントラー                            | 2014年1月25日  |                                             |
| イカルス星人                          | 2014年2月22日  |                                             |
| ウルトラマンガイア                    | 2014年3月21日  |                                             |
| ウルトラの父                          | 2014年4月26日  | 本商品よりエッグサインを削除                |
| ウルトラマンメビウス                  | 2014年6月21日  |                                             |
| ウルトラマンビクトリー                | 2014年8月12日  |                                             |
| バキシム                              | 2014年9月27日  |                                             |
| ベロクロン                            | 2014年9月27日  |                                             |
| ウルトラマンギンガストリウム          | 2014年10月25日 |                                             |

### エッグ以外のラインナップ
エッグライナー
2012年9月発売。ウルトラエッグの輸送や支援の為に極秘開発されたビークル。3両編成の列車型の「ライナーモード」から多くのギミックを有する「トラップタウンモード」への変形が可能。ライナーモード時には3個のウルトラエッグを搭載・発射可能であり、トラップタウンモード時にはヘリポート・ブリッジ・タワービルなどの各種トラップによって敵を攻撃する事も可能である。また、1両目の車両には砲塔かスモークディスチャージャーを思わせる物が装備されているが、これの詳細は不明。
CM「ウルトラエッグストーリー」では基地内のカタパルトから発進しており、飛行や宇宙空間での活動なども見せた。なお、移動の際には光の線路のような物が現れる。

バトルアタッシュ
2012年11月17日発売。ウルトラエッグで遊ぶための一種のジオラマで、最大9個のウルトラエッグを収納可能なアタッシュケース型の「アタッシュモード」から、都市を再現したジオラマ「ジオラマモード」に変形する。
バトルアタッシュ 大怪獣セット
2012年11月発売。トイザらス限定商品で、基調カラーが赤に変更された他、エッグ2個が付属する。
バトルアタッシュ ウルトラの星Ver.
2013年10月発売。バトルアタッシュのリデコ。
超絶（スーパーウルトラ）変形 DXエッグベース
2012年12月発売。ウルトラエッグの基地が緊急システム「G.O.M.O.R.A. system（Guardian Object Manufactured for Over Round Automata system）」によって通常のウルトラエッグの約4倍の大きさがある巨大エッグとなった物。EGモードからウルトラエッグの基地である「BASEモード」と、ゴモラをモチーフとしたATモードに変形する事が可能である。BASEモードではウルトラエッグ用のクレーンやスロープが展開される他、エッグライナーと連動させる事も可能。初回生産分のみウルトラエッグツインテールが付属。

DXエッグスキャナー
2013年3月発売。Dr.エッグが開発した光線銃型のアイテム。ウルトラマンの顔の様な形状をしている。銃口でウルトラエッグや付属のエッグシートのエッグサインをスキャンし、内部の「エッグシリンダー」にエッグを装填する事で、7種のエレメントをエッグに付与できる「エレメントチャージモード」、そのエッグ（の元になった怪獣）のデータを呼び出す「エッグ図鑑モード」、エッグの変形にかかる時間を測定・評価する「変形トライアルモード」の三つのモードを行う事ができる。
超悪（ウルトラダーク）変形 DXカイザーダークネス
2013年6月発売。E.G.モード、A.T.モード、B.S.モード、F.B.S.モードに変形。ウルトラエッグを収納し排出することもできる。

### キャンペーン景品
ウルトラエッグ特製ケース
エッグライナー型のペーパークラフト。ウルトラエッグを4個収納できる他、既に発売されているウルトラエッグのネームプレートを取り付ける事も可能。車体の右側面には今後発売されるエッグライナーの宣伝の為のスペースがある。
限定版 Dr.エッグ
2013年4月27日以降にウルトラエッグを2個購入したものに配布された数量限定のソフビ。現在発売されているウルトラヒーローシリーズのものよりサイズが小さく、ウルトラヒーロー500のお試し版とでも言うべきものとなっている。手にはDXエッグスキャナーを握っており。足の裏にはDXエッグスキャナーで読み取れるエッグサインがある。タグには商品名の他、今後発売される新しいソフビシリーズの速報が掲載されている。

### 帰ってきたウルトラエッグ
2023年より9年振りに展開の第2期シリーズ。ウルトラヒーローは変形パターンを一新し、可動を重視した仕様になっている。ウルトラ怪獣は旧シリーズの再販。メーカー希望小売価格は各種1,430円(税込)
| No. | 商品名                                | 発売日         | 備考                                 |
| --- | ------------------------------------- | -------------- | ------------------------------------ |
| 01  | ウルトラマンゼット オリジナル         | 2023年3月18日  |                                      |
| 02  | ウルトラマンデッカー フラッシュタイプ | 2023年3月18日  |                                      |
| 03  | ウルトラマンギンガ                    | 2023年3月18日  |                                      |
| 04  | ウルトラマンビクトリー                | 2023年3月18日  |                                      |
| 05  | ウルトラマンエックス                  | 2023年3月18日  |                                      |
| 06  | ウルトラマンオーブ オーブオリジン     | 2023年3月18日  |                                      |
| 07  | ウルトラマンジード プリミティブ       | 2023年3月18日  |                                      |
| 08  | ウルトラマンロッソ フレイム           | 2023年3月18日  |                                      |
| 09  | ウルトラマンブル アクア               | 2023年3月18日  |                                      |
| 10  | ウルトラマンタイガ                    | 2023年3月18日  |                                      |
| 11  | ウルトラマントリガー マルチタイプ     | 2023年3月18日  |                                      |
| 12  | バルタン星人                          | 2023年3月18日  | エッグサイン用の凹みが埋められている |
| 13  | ゴモラ                                | 2023年3月18日  |                                      |
| 14  | エレキング                            | 2023年3月18日  |                                      |
| 15  | キングジョー                          | 2023年3月18日  |                                      |
| 16  | ウルトラマンブレーザー                | 2023年11月25日 |                                      |
| 17  | ウルトラマンゼロ                      | 2024年1月27日  |                                      |
| 18  | ゼットン                              | 2024年1月27日  |                                      |
| 19  | ウルトラマンアーク                    | 2024年7月13日  |                                      |

## 関連作品
ウルトラエッグストーリー
ウルトラエッグが活躍するストーリー仕立てのCMで、一話約1分ほどのショートストーリーとなっている。
| 題名                                      | 主な登場キャラクター                                                                                 |
| ----------------------------------------- | --- |
| 地底怪獣グドンあらわる!                   | ゼットン、レッドキング、グドン☆                                                                      |
| 地球に迫るピンチを救え!                   | ダダ、ピグモン                                                                                       |
| 新しい超（ウルトラ）変形を、もくげきせよ! | キングジョー                                                                                         |
| 光と闇のエッグ対決!                       | ウルトラマンベリアル、バルタン星人、エレキング、ウルトラマンゼロ                                     |
| 見逃すな! 小さなSOS!                      | カネゴン                                                                                             |
| 出撃! エッグライナー!!                    | ウルトラマンベリアル、ウルトラマンゼロ、バルタン星人、ゼットン                                       |
| 緊急出撃! エッグベース                    | カネゴン、ピグモン、ウルトラマンベリアル、キングジョー、ウルトラマンゼロ、レッドキング、バルタン星人 |
| DXエッグスキャナー登場編                  | Dr.エッグ☆、バルタン星人                                                                             |

とびだせ!! ウルトラエッグ
酉澤安施によるギャグ漫画で、『ウルトラエッグストーリー』とは異なり、玩具であるウルトラエッグが主役を務めている。『てれびくん』で2012年5月から連載が始まった。ウルトラエッグの公式サイトでも閲覧する事ができる他、サイト限定のオリジナルエピソードも公開中である。

## テーマ曲
- 「勇気のタマゴ」
  - 作詞：田靡秀樹 / 作曲、編曲：小西貴雄 / 歌：voyager - DXエッグスキャナーのCMソングとして使用。

## 派生シリーズ

### ゴジラエッグ
ゴジラエッグは2014年3月より展開、ゴジラ怪獣を題材にしたシリーズ。2024年に再発売。
- ゴジラ
- モスラ
- キングギドラ
- ガイガン
- メカゴジラ
- ムートー
- ゴジラ2014
- デストロイア
- バーニングゴジラ

第2期
- 2024年8月3日発売
  - ゴジラ
  - キングギドラ
  - メカゴジラ
- 2024年11月2日発売
  - モスラ

### エッグスターズ
エッグスターズは2014年3月より展開、ディズニーキャラクターを題材にしたシリーズである。
- 『モンスターズ・ユニバーシティ』
  - リトルマイク
  - サリー
  - マイク
  - スクイシー
  - アート
  - テリ&テリー
  - ジョニー
  - ランディ
- 『トイ・ストーリー』シリーズ
  - ウッディ
  - バズ・ライトイヤー
  - エイリアン
  - レックス
  - ブルズアイ
  - グリーンアーミーメン
  - ハム
- 『カーズ』シリーズ
  - ライトニング・マックィーン
  - メーター
  - フランチェスコ・ベルヌーイ
  - キング
  - ライトニング・マックィーン WGPタイプ
  - シェリフ
  - レッド
  - ライトニング・マックィーン ダイナコカラー
- 『ファインディング・ニモ』
  - ニモ
  - ドリー
- 『アナと雪の女王』
  - オラフ
  - アナ
  - エルサ
- 『ベイマックス』
  - ベイマックス
  - ベイマックス2.0
- 『ミッキーマウス』
  - ミッキーマウス
  - ミニーマウス
  - ドナルドダック
  - グーフィー
  - デイジーダック
- 『アーロと少年』
  - アーロ
  - ブッチ
- 『ファインディング・ドリー』
  - デスティニー
  - ハンク
  - ベイリー
  - ベビー・ドリー
- 『Winnie the Pooh（くまのプーさん）』
  - くまのプーさん
  - ピグレット
  - ティガー

### ワイルドエッグ
ワイルドエッグは2014年12月より展開、恐竜を題材にしたオリジナルシリーズ
- ティラノサウルス
- トリケラトプス
- ブラキオサウルス
- プテラノドン
- ステゴサウルス
- パキケファロサウルス
- マンモス
- サーベルタイガー

### スター・ウォーズ エッグフォース
スター・ウォーズ エッグフォースは2015年3月より『スター・ウォーズ/フォースの覚醒』にあわせ展開。
- 旧3部作、新3部作より
  - ダース・ベイダー
  - ストーム・トルーパー
  - R2-D2
  - C-3PO
  - ボバ・フェット
  - ヨーダ
- 『スター・ウォーズ/フォースの覚醒』より
  - カイロ・レン
  - ファースト・オーダー ストームトルーパー
  - キャプテン・ファズマ
- 『ローグ・ワン/スター・ウォーズ・ストーリー』より
  - DEATH TROOPER
  - C2-B5

### エッグキャラクターズ
サンリオキャラクター。2016年12月より展開。エッグシリーズとなっているが既存の商品とは異なり、変形ではなく玉子の中からキャラが現れる。
- ぐでたま
  - ぐでたま ベーコンのおふとんver.
  - ぐでたま もこもこメレンゲver.
  - ぐでたま らんらんランドセルver.

### ウルトラヌードル
2016年8月発売。ウルトラ戦士や怪獣がカップ麺容器から変形するタイプ。第1弾のみで終了。
- ウルトラマンゼロ、ウルトラマン、ウルトラマンエックス、ウルトラマンベリアル、バルタン星人、デマーガ

### アタック変形 ウルトラビークル
2019年3月より発売。ウルトラ戦士や怪獣がバンパーに衝撃を与えることで車からから変形するタイプ。
- ゴモラビークル、ジードビークル、ゼロビークル、ゼットンビークル、ベリアルビークル、レッドキングビークル、オーブビークル、ギャラクトロンビークル、ロッソフレイムビークル、キングジョービークル、ブラックキングビークル、ブルアクアビークル、タイガビークル、トレギアビークル、エレキングビークル、ティガビークル、ギンガビークル、ゼットンビークル、エックスビークル

## タマゴラスシリーズ
1984年バンダイから発売された卵型の変形玩具。
- E-01 クマ
- E-02 サイ
- E-03 ワニ
- E-04 マンモス
- E-05 ロボット
- E-06 ライオン
- E-07 キョウリュウ
- E-08 ヒョウ
- E-09 トラ
- E-10 ゴリラ
- E-11 スポーツマン
- E-12 トリケラトプス
- E-13 ティラノサウルス

メカタマゴラス
- E-16 タマロボ
- E-17 タマジェット
- E-18 タマヘリ
- E-19 タマバギー

虫タマゴラス
- M-1 カブトムシ
- M-2 クワガタムシ
- M-3 カミキリムシ
- M-4 カマキリ

ちゃ卵ぽ卵
- CP-01 タマロコツ
- CP-02 ティランティラン
- CP-03 タマステツコ
- CP-04 ハンブンギョ
- CP-05 オーオカミッキー
- CP-06 ドーランキューラン
- CP-07 マミーラン
- CP-08 フラットケン
- CP-09 ジスンスン
- CP-10 モーゴジラ
- CP-11 ムシコロバルタン
- CP-12 ゼニガメラス
- CP-13 ウルトンマン
- CP-14 アッソラドン
- CP-15 キムチギドラ
- CP-16 レッツキング
- CP-17 エレーキング
- CP-18 ギャオッス
- CP-19 オゼットン

ガシャポン タマゴラス
2018年よりガシャポン販売。
- ガシャポン タマゴラス - 2018年2月発売 - ティラノ、ヒョウ、キリン、パンダ
- ガシャポン タマゴラス2 - 2018年8月発売 - マンモス、イーグル、フクロテナガザル、ネコ
- ガシャポン タマゴラス3 - 2018年12月発売 -  首長竜、サイ、ペンギン、カメレオン
- ガシャポン タマゴラス4 - 2019年6月発売 - カルノタウルス、カンガルー、ニワトリ、カブトムシ
- ガシャポン タマゴラス5 - 2019年12月発売 - プラキオサウルス、ライオン、チョウチンアンコウ、ウサギ